# Huka minuta
Huka minuta – gatunek pająka z rodziny lejkowcowatych.

## Taksonomia
Gatunek ten opisany został po raz pierwszy w 1973 roku przez Raymonda Roberta Forstera i Cecila Louisa Wiltona w czwartej części monografii poświęconej pająkom Nowej Zelandii. Jako miejsce typowe wskazano Raetihi na Wyspie Północnej.

## Morfologia
Pająk o ciele pozbawionym pigmentacji. Holotypowa samica ma karapaks długości 0,6 mm i szerokości 0,43 mm oraz opistosomę (odwłok) długości 0,66 mm i szerokości 0,48 mm. Allotypowy samiec ma karapaks 0,6 mm i szerokości 0,46 mm oraz opistosomę długości 0,6 mm i szerokości 0,42 mm. Barwa prosomy jest jasnosłomkowożółta. Ośmioro oczu rozmieszczonych jest w dwóch prostych w widoku grzbietowym rzędach. Oczy wszystkich par są podobnych rozmiarów z wyjątkiem oczu przednio-środkowych, które są wyraźnie mniejsze. Czworokąt utworzony przez oczy par środkowych jest 8,3 raza szerszy z tyłu niż z przodu i 8,5 raza dłuższy niż na przedzie szeroki. Szczękoczułki mają po 2 zęby na krawędziach tylnych oraz po 4 zęby na przednich krawędziach bruzd. Sternum ma prosty brzeg przedni i zakrzywione brzegi boczne.
Odnóża są jasnosłomkowożółte. Kolejność par odnóży od najdłuższej do najkrótszej to: IV, I, II, III. Najdłuższa para osiąga 1,31 mm długości. Pazurki górne mają po 8 ząbków, a pazurki dolne po jednym ząbku.
Opistosoma (odwłok) jest kremowa. Wyposażona jest w szerokie, trzykrotnie szersze niż długie siteczko przędne o podzielonym pólku przędnym.

## Ekologia i występowanie
Gatunek ten jest endemitem Nowej Zelandii, znanym z Wyspy Północnej i Wyspy Południowej. Zasiedla lasy, gdzie bytuje w ściółce.